# دانشگاه الرشید
دانشگاه الرشید (به عربی: کلیة الرشید الجامعة) یک دانشگاه در عراق است که در بغداد واقع شده‌است.